# Джек Капуано
Джек Капуано (англ. Jack Capuano, нар. 7 липня 1966, Кренстон) — колишній американський хокеїст, що грав на позиції захисника. Згодом — хокейний тренер.

## Ігрова кар'єра
Професійну хокейну кар'єру розпочав 1988 року.
1984 року був обраний на драфті НХЛ під 88-м загальним номером командою «Торонто Мейпл-Ліфс».
Протягом професійної клубної ігрової кар'єри, що тривала 5 років, захищав кольори команд «Торонто Мейпл-Ліфс», «Ванкувер Канакс» та «Бостон Брюїнс».

### Статистика (гравця)
| Сезон        | Клуб                 | Ліга         | Регулярний сезон | Регулярний сезон | Регулярний сезон | Регулярний сезон | Регулярний сезон | Плей-оф | Плей-оф | Плей-оф | Плей-оф | Плей-оф |
| Сезон        | Клуб                 | Ліга         | І                | Г                | П                | О                | ШХ               | І       | Г       | П       | О       | ШХ      |
| ------------ | -------------------- | ------------ | ---------------- | ---------------- | ---------------- | ---------------- | ---------------- | ------- | ------- | ------- | ------- | ------- |
| 1985-86      | Університет Мену     | НКАА         | 39               | 9                | 18               | 27               | 51               | -       | -       | -       | -       | -       |
| 1986-87      | Університет Мену     | НКАА         | 42               | 10               | 34               | 44               | 20               | -       | -       | -       | -       | -       |
| 1987-88      | Університет Мену     | НКАА         | 43               | 13               | 37               | 50               | 87               | -       | -       | -       | -       | -       |
| 1988-89      | «Ньюмаркет Сейнтс»   | АХЛ          | 74               | 5                | 16               | 21               | 52               | 1       | 0       | 0       | 0       | 0       |
| 1989-90      | «Спрингфілд Індіанс» | АХЛ          | 14               | 0                | 4                | 4                | 8                | -       | -       | -       | -       | -       |
| 1989-90      | «Ньюмаркет Сейнтс»   | АХЛ          | 8                | 0                | 2                | 2                | 7                | -       | -       | -       | -       | -       |
| 1989-90      | «Мілвокі Едміралс»   | ІХЛ          | 17               | 3                | 10               | 13               | 60               | 6       | 0       | 1       | 1       | 12      |
| 1989-90      | «Торонто Мейпл-Ліфс» | НХЛ          | 1                | 0                | 0                | 0                | 0                | -       | -       | -       | -       | -       |
| 1990-91      | «Мілвокі Едміралс»   | ІХЛ          | 80               | 20               | 30               | 50               | 76               | 6       | 0       | 1       | 1       | 2       |
| 1990-91      | «Ванкувер Канакс»    | НХЛ          | 3                | 0                | 0                | 0                | 0                | -       | -       | -       | -       | -       |
| 1991-92      | «Мен Марінерс»       | АХЛ          | 74               | 14               | 26               | 40               | 35               | -       | -       | -       | -       | -       |
| 1991-92      | «Бостон Брюїнс»      | НХЛ          | 2                | 0                | 0                | 0                | 0                | -       | -       | -       | -       | -       |
| Усього в НХЛ | Усього в НХЛ         | Усього в НХЛ | 6                | 0                | 0                | 0                | 0                | -       | -       | -       | -       | -       |

## Тренерська робота
2010 року розпочав тренерську роботу в НХЛ. Працює з командою «Нью-Йорк Айлендерс».

### Тренерська статистика
| Команда | Сезон   | Регулярний сезон | Регулярний сезон | Регулярний сезон | Регулярний сезон | Регулярний сезон | Регулярний сезон             | Плей-оф | Плей-оф | Плей-оф                        | Плей-оф |
| Команда | Сезон   | І                | В                | П                | ОТ               | О                | Результат                    | В       | П       | Результат                      |         |
| ------- | ------- | ---------------- | ---------------- | ---------------- | ---------------- | ---------------- | ---------------------------- | ------- | ------- | ------------------------------ | ------- |
| НЙА     | 2010–11 | 65               | 26               | 29               | 10               | 62               | 5-е в Атлантичному дивізіоні | —       | —       | не пройшли                     |         |
| НЙА     | 2011–12 | 82               | 34               | 37               | 11               | 79               | 5-е в Атлантичному дивізіоні | —       | —       | не пройшли                     |         |
| НЙА     | 2012–13 | 48               | 24               | 17               | 7                | 55               | 3-є в Атлантичному дивізіоні | 2       | 4       | Поразка в першому раунді (ПІТ) |         |
| НЙА     | 2013–14 | 82               | 34               | 37               | 11               | 79               | 8-е в Столичному дивізіоні   | —       | —       | не пройшли                     |         |
| НЙА     | 2014–15 | 82               | 47               | 28               | 7                | 101              | 3-є в Столичному дивізіоні   | 3       | 4       | Поразка в першому раунді (ВАШ) |         |
| Усього  | Усього  | 359              | 165              | 148              | 46               | 376              | 0 перемог у Дивізіоні        | 5       | 8       | 0 Кубків Стенлі                |         |